# Pisz
Pisz (dawniej Jańsbork albo Janbork, niem. Johannisburg, prus. Pīsis) – miasto w województwie warmińsko-mazurskim, siedziba powiatu piskiego i gminy miejsko-wiejskiej Pisz, w południowo-wschodniej części Krainy Wielkich Jezior Mazurskich, nad jeziorem Roś i nad wypływającą z niego rzeką Pisą. Miasto otacza Puszcza Piska.
Według danych GUS z 1 stycznia 2024 r. miasto liczyło 17 672mieszkańców, zajmując powierzchnię 10,07 km².
Pisz leży na Mazurach, na obszarze historycznej Galindii. Ze względu na dawny zasięg osadnictwa Jaćwingów zaliczany jest również do Sudowii.
Gmina Pisz jest jedną z największych obszarowo gmin w Polsce – 633 km², obejmując około 2/3 jeziora Śniardwy.

## Historia
- ok. 160 – informacja o Galindach w pracy aleksandryjskiego geografa Klaudiusza Ptolemeusza.
- 1254 – Papież Innocenty IV nadał Galindię we władanie książętom mazowieckim.

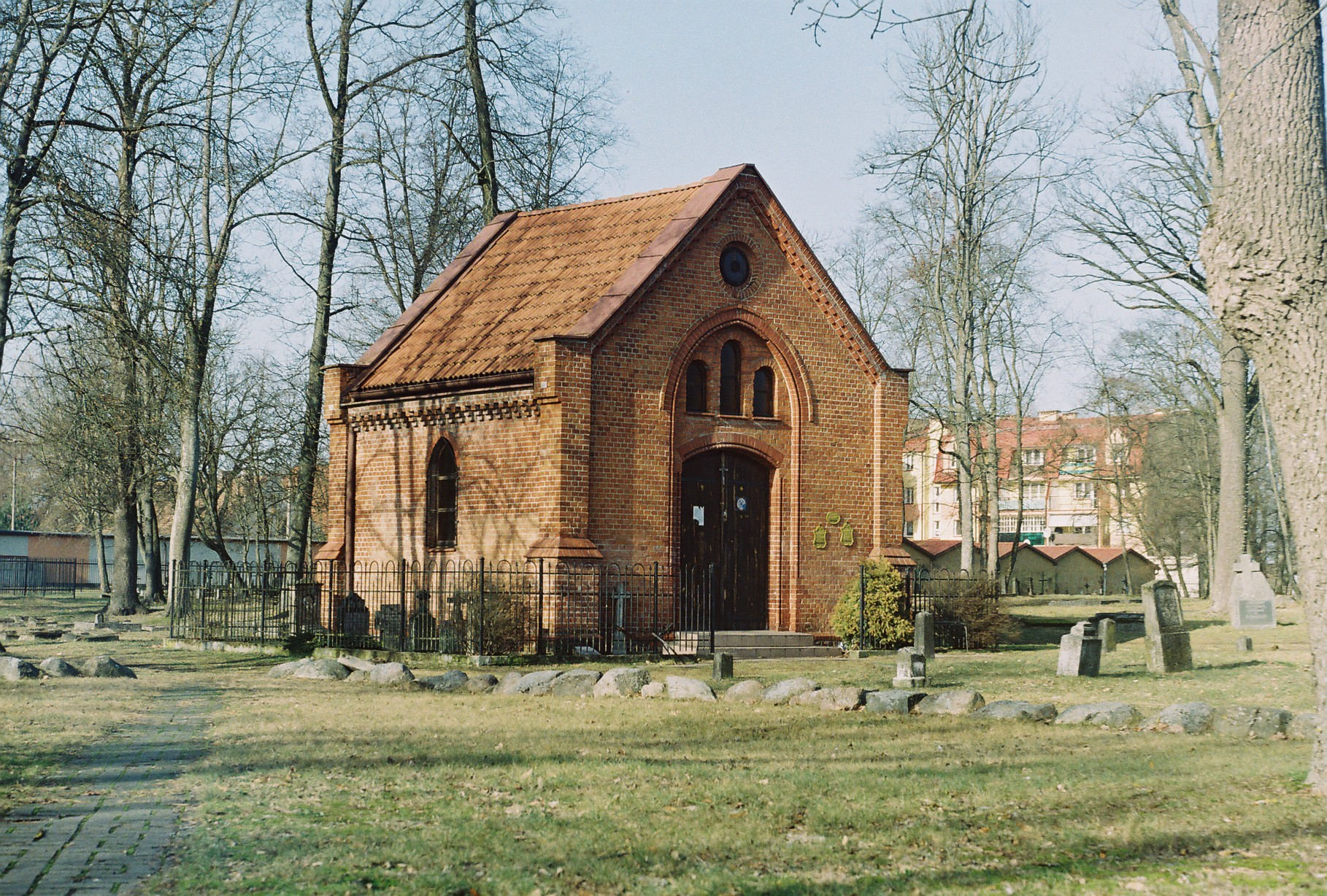
Kapliczka cmentarna przy ulicy Dworcowej

- 1255 – Książę kujawski Kazimierz zrzekł się Galindii na rzecz Zakonu krzyżackiego.
- 1343 – częściowe wytyczenie granicy z Mazowszem.

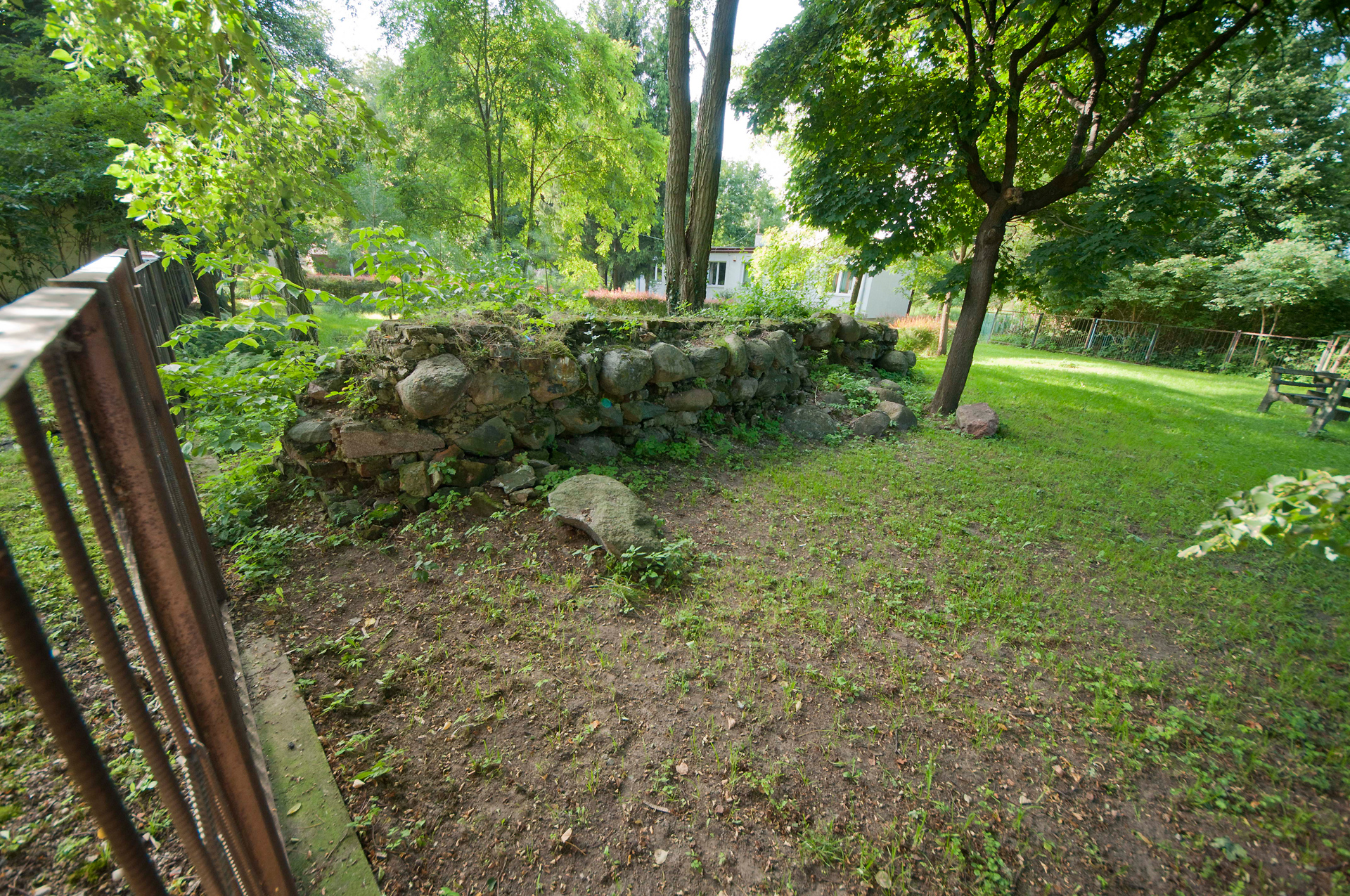
Pozostałości zamku w Piszu

- 1344/1345 – wzniesiono zamek na prawym brzegu Pisy.
- 1361 – oblężenie i spalenie zamku przez księcia litewskiego Kiejstuta.
- 1366 – ponowny szturm i zburzenie zamku przez Litwinów.
- 1367 – Komtur bałgijski Ulryk Fricke nadał prawa bartne osadzie przy zamku Johannisburg.
- 1379 – Ziemię Piską odwiedził Wielki Mistrz Zakonu Krzyżackiego Winrich von Kniprode.
- 1422 – początek planowego osadnictwa na terenie powiatu piskiego; Pisz powstał jako osada bartnicza, funkcjonująca jako wieś zagrodnicza, zasiedlona wolnymi pruskimi, z prawem bartnictwa, rybołówstwa i myślistwa. W 1424 wzmiankowano o sołtysie, co wskazywałoby na funkcjonującą już wieś. Wspomniany sołtys wymieniany jest także jako starosta bartny w 1450 r. Prawdopodobnie w tym czasie w pobliżu zamku funkcjonowały już karczmy i kramy rzemieślnicze.
- 1449 – Potwierdzone istnienie kościoła i szkoły, budowa mostu zwodzonego na Pisie.
- 1451 – pobyt w Piszu wielkiego mistrza Ludwika von Erlichshausena; nieudana próba lokacji miasta. Przywilej lokacyjny nadawał 200 łanów na prawie chełmińskim, a sołtysem i zasadźcą był Wawrzyniec Allwun, który otrzymał 30 łanów i trzy parcele w mieście. Na utrzymanie plebana wyznaczono 10 łanów. Mieszkańcy lokowanego miasta otrzymali 110 łanów wolnych od obciążeń oraz 50 łanów czynszowych, dla których wyznaczono 10 lat wolnizny. Wojna trzynastoletnia uniemożliwiła zasiedlenie miasta i nadanej ziemi.
- 1455 – powstanie chłopskie podczas wojny trzynastoletniej, zajęcie zamku piskiego przez powstańców.
- 1466 – Pisz został lennem Królestwa Polskiego.
- 1519–1521 – ostatnia wojna polsko-krzyżacka; zajęcie zamku przez oddział polski pod dowództwem Jerzego Talfusa.
- 1525 – Sekularyzacja Zakonu Krzyżackiego; początki luteranizmu na Mazurach.
- 1639 – pobyt w Piszu króla polskiego Władysława IV Wazy.
- 1645 – Pisz otrzymał prawa miejskie nadane przez elektora Fryderyka Wilhelma.
- 1656–1657 – częściowe zniszczenie ziemi piskiej przez Tatarów w okresie potopu szwedzkiego.
- 1658 – osiedlenie braci polskich na Ziemi Piskiej.
- 1665 – synod braci polskich w Kotle.

- 1694 – pożar.
- 1697–1698 – rozbudowa zamku.

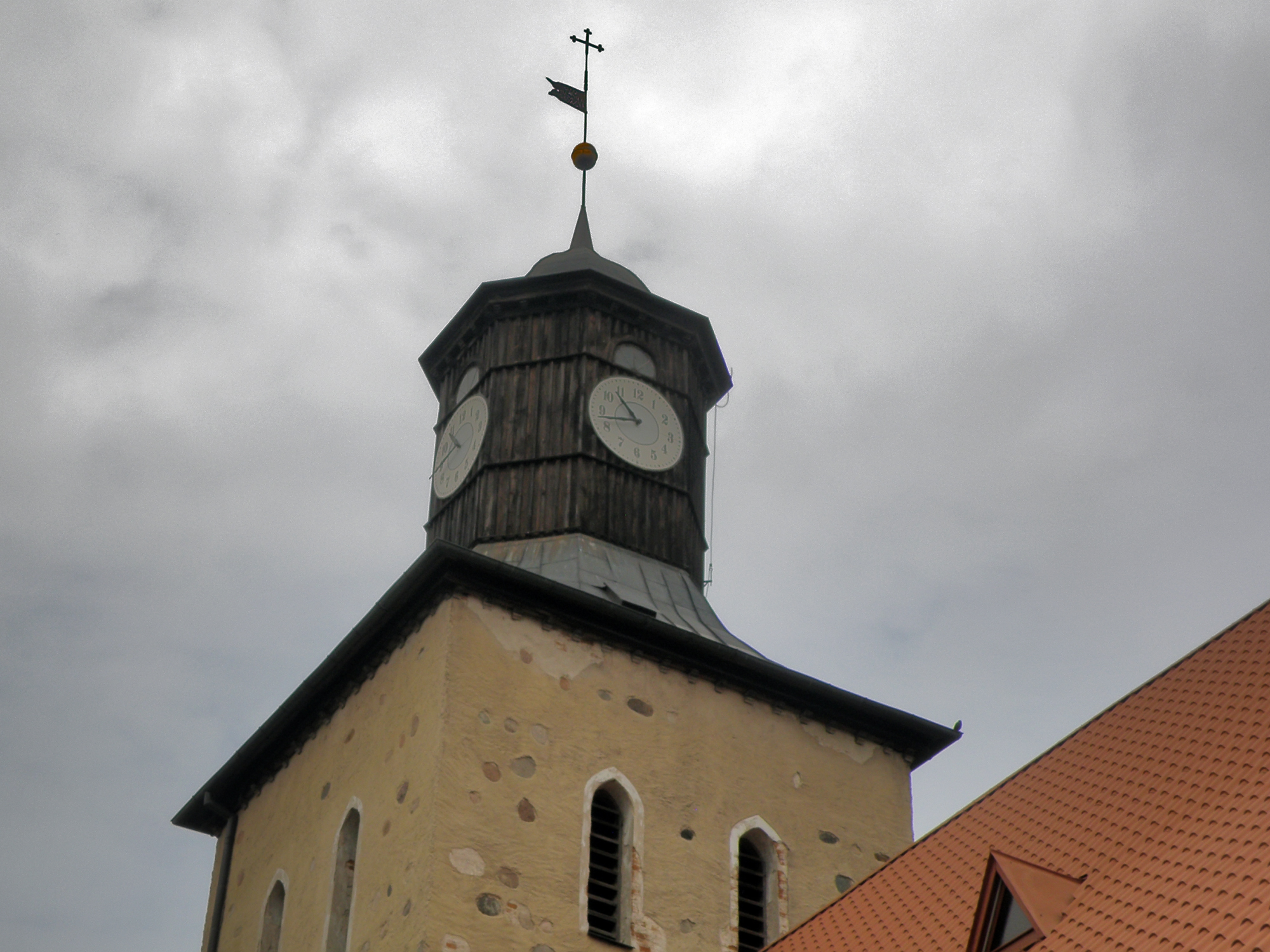
Wieża kościoła św. Jana Chrzciciela, sięgająca 1694 r.

- 1698 – konferencja na zamku piskim króla Polski Augusta II Mocnego i elektora brandenburskiego Fryderyka I Hohenzollerna. Podczas „wielkich łowów” towarzyszących wizycie padły ostatnie żubry w Puszczy Piskiej.
- 1709–1711 – epidemia dżumy (przeżyło 14 mieszkańców).
- 1709 i 1734 – pobyt króla Stanisława Leszczyńskiego.
- 1794 – działania wojenne związane z powstaniem kościuszkowskim.
- 1798 – rozpoczęto prace przy uspławnianiu Pisy.
- 1803 – rozwiązanie zboru ariańskiego w Kosinowie.
- 1805 – powstanie zakładu hutniczego przerobu rudy darniowej w Wądołku (działał do 1889).
- 1806–1813 – przemarsze wojsk francuskich i rosyjskich w epoce napoleońskiej.
- 1809–1814 – okres wojen napoleońskich (ograbienie miasta i okolic),.
- 1813 – pobyt cara Aleksandra I.

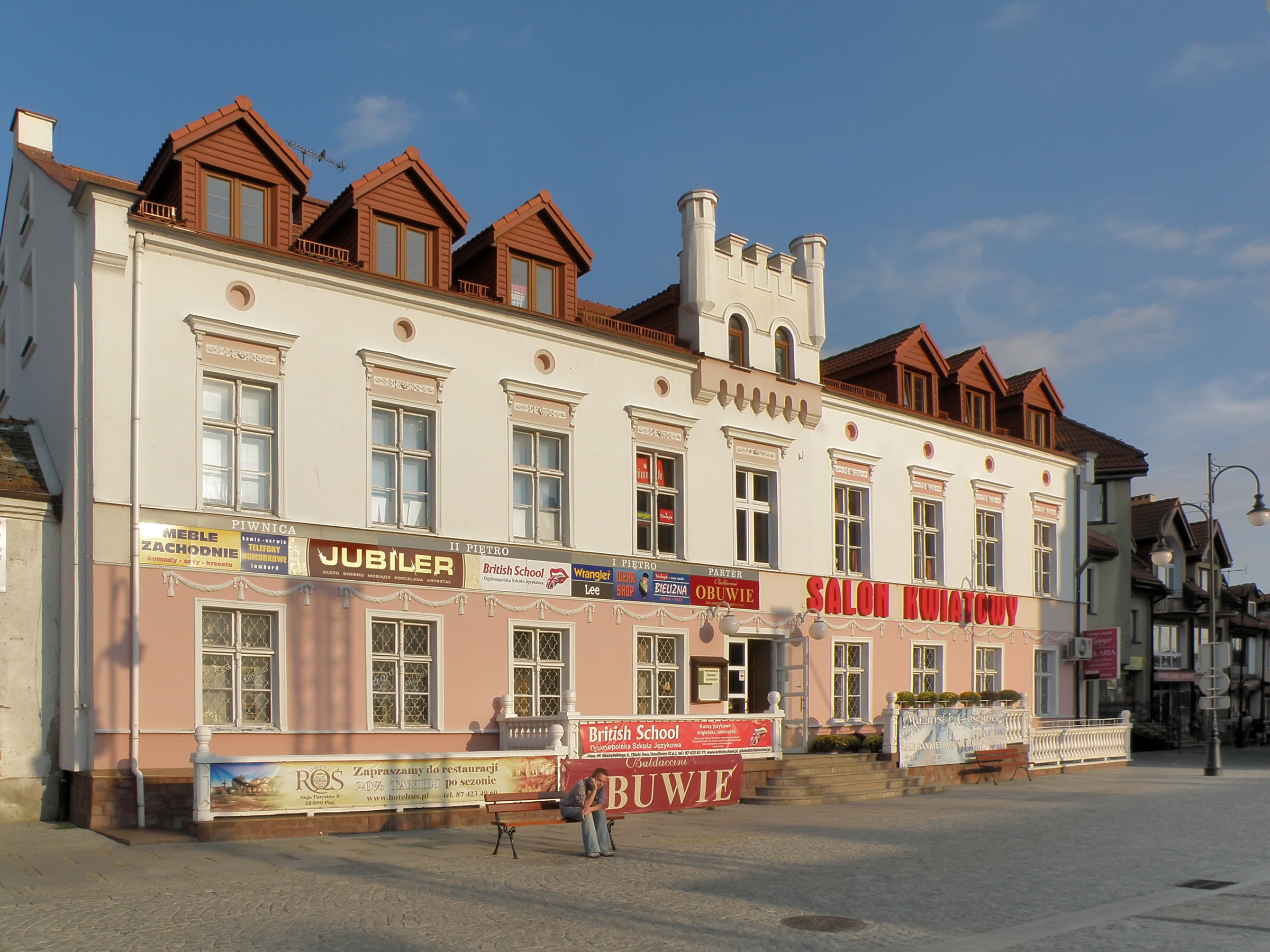
Kamienica z XIX wieku

- 1814 – uruchomienie żeglugi do Rynu i Gdańska.
- 1818 – Pisz został siedzibą powiatu.
- 1830 – organizowanie się ochotniczych oddziałów wojskowych na terenie ziemi piskiej wspierających powstanie listopadowe.
- 1843 – odbudowa zniszczonego kościoła.
- 1856 – powstanie straży pożarnej.
- 1863 – udział mieszkańców ziemi piskiej w powstaniu styczniowym.
- 1884–1885 – połączenie kolejowe z Olsztynem i Ełkiem.
- 1890 – powiat piski miał 48 747 mieszkańców, w tym 37 tys. Polaków[11] (76%).
- 1900 – budowa ratusza.
- 1901 – w parafii piskiej mieszkało 5000 Polaków i 3800 Niemców.
- 1903 – oddanie do użytku cegielni silikatowej.
- 1905 – budowa linii kolejowej Pisz – Orzysz.
- 1907 – założenie wodociągu i gazowni, budowa wieży ciśnień.
- 1908 – otwarcie szpitala powiatowego; budowa linii kolejowej Pisz – Dłutowo.
- 1910 – 33 344 mieszkańców powiatu zadeklarowało jako ojczysty język polski, zaś 16 379 – niemiecki.
- 1913 – powstanie rzeźni miejskiej.

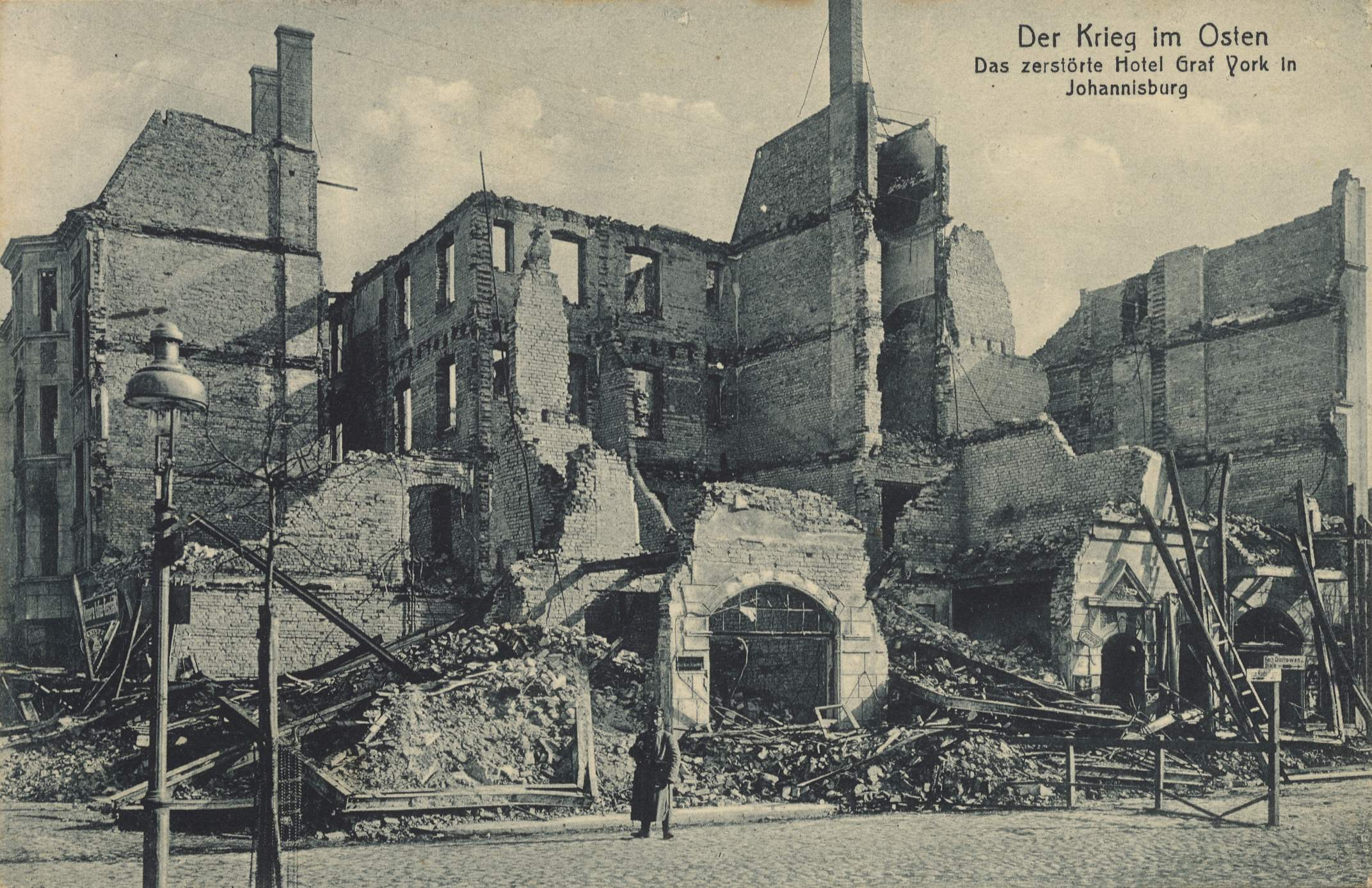
Zniszczony Pisz w czasie I wojny światowej

- 1914 i 1915 – dwukrotna okupacja Pisza przez Rosjan podczas I wojny światowej.
- 1920 – plebiscyt na Warmii, Mazurach i Powiślu; w powiecie piskim za Niemcami padło 33 817 głosów, za Polską – 14.
- 1925 – zbudowanie podstacji elektrowni.
- 1933 – przeprowadzenie generalnego remontu kościoła pod wezwaniem św. Jana Chrzciciela.

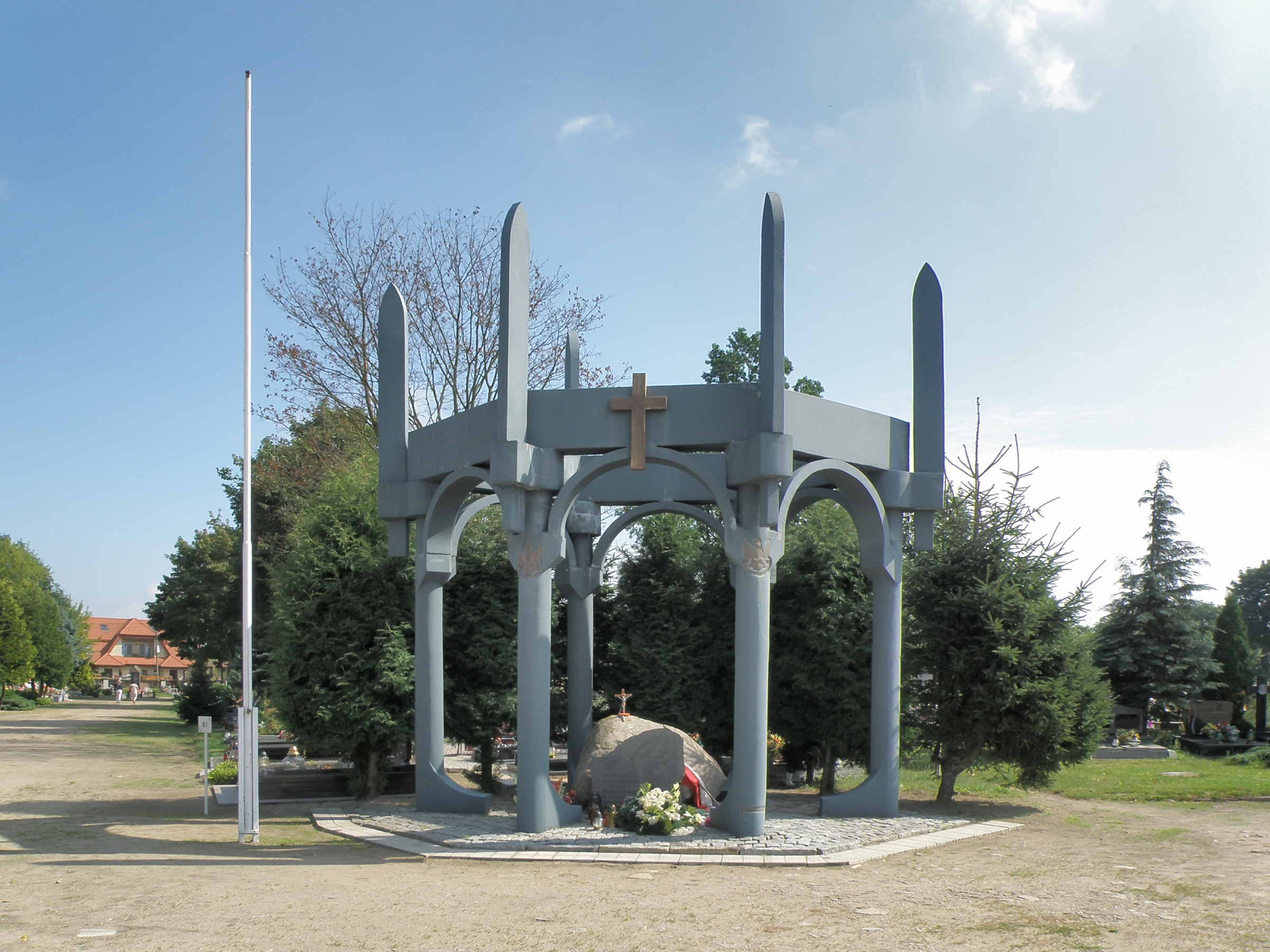
Mogiła żołnierzy polskich poległych w II wojnie światowej na Cmentarzu Komunalnym

- 1939 – budowa schronów wojskowych, w tym pierwszego na świecie schronu biernego typu regelbau 502.
- 24/25 stycznia 1945 – Pisz został zajęty przez 307 sowiecką dywizję piechoty dowodzoną przez generała majora B. Dołmatowa; zniszczenie zabudowy w niemal 70%.
- 1945
  - przyłączenie miasta do Polski, wysiedlenie ludności uznanej za niepolską,
  - przeniesienie siedziby starostwa z Białej Piskiej do Pisza,
  - otwarcie szkoły podstawowej,
  - uruchomienie elektrowni i poczty,
  - powołanie Urzędu Ziemskiego,
  - powołanie spisu powszechnego (w powiecie mieszkało 700 osób),
  - powstał PSS „Osadnik w Piszu”.
- 1946
  - powołano Powiatową Radę Narodową,
  - administracyjnie zatwierdzono nazwę Pisz[12].
- 1948 – uruchomiono Piskie Zakłady Przemysłu Sklejek.
- 1960 – oddano do użytku budynek Domu Kultury w Piszu.
- 1969 – powstało Muzeum Ziemi Piskiej.
- 1975 – na skutek reformy administracyjnej powiat został zniesiony.
- 1987 – w Turnieju Miast Pisz przegrał ze Słubicami.
- 1989 – w wyniku demokratycznych wyborów do samorządu gminnego burmistrzem został Andrzej Wróblewski, następnie do 2002 urząd ten piastował Janusz Puchalski.

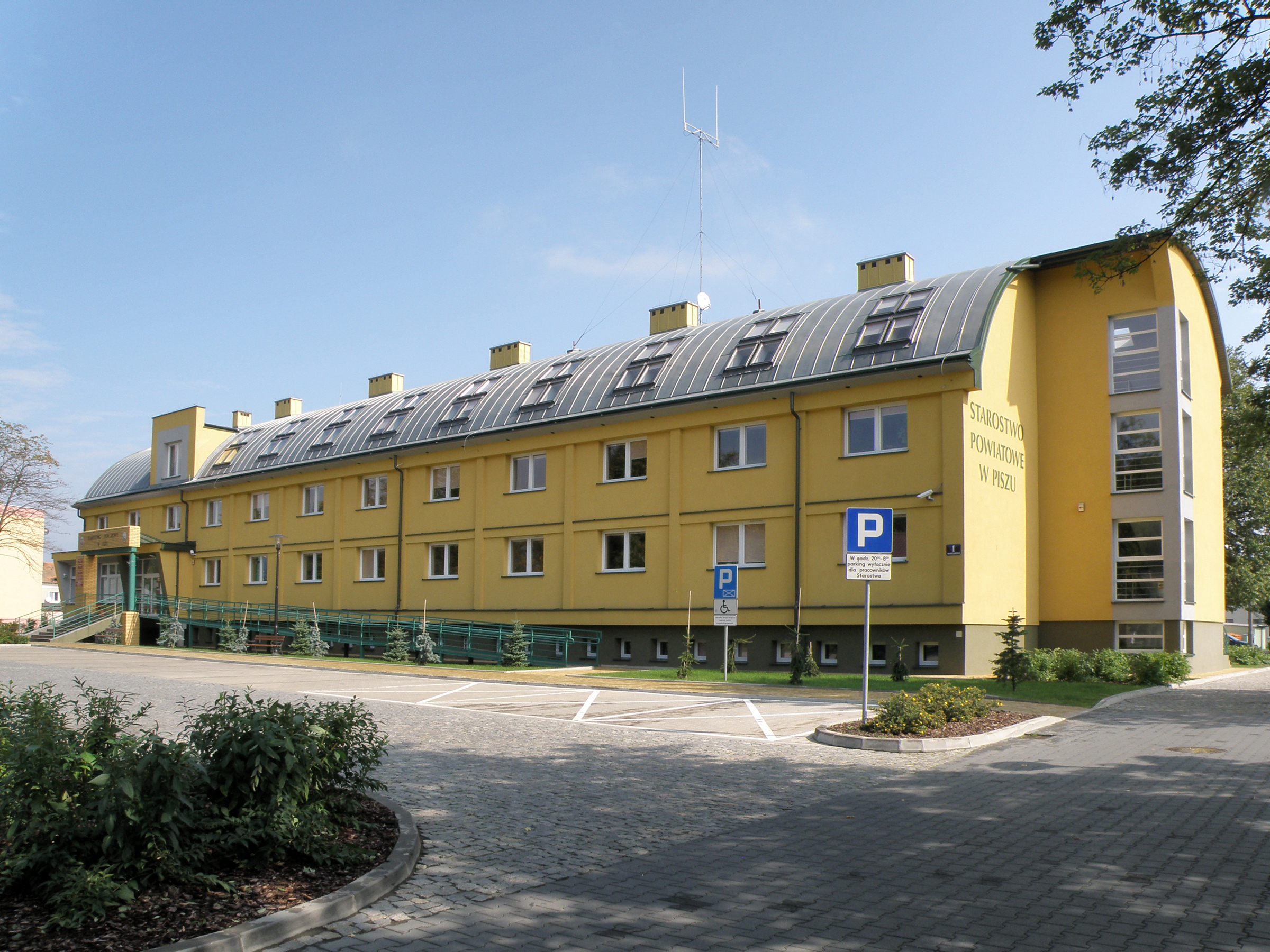
Starostwo Powiatowe w Piszu

- 1995 – ukazał się pierwszy numer nowej edycji czasopisma popularnonaukowego „Znad Pisy”.
- 1998 – podpisanie porozumienia o partnerstwie między Piszem a powiatem Schleswig-Flensburg.
- 1999 – po reformie administracyjnej powołano starostwo powiatowe, starostą został Marek Konopka.
- 2000 – Radosław Sobczak z Pisza zakwalifikował się jako jedyny Polak do finału Konkursu Chopinowskiego.
- 2002 – 4 lipca nad Puszczą Piską przeszedł największy w historii huragan (w nadleśnictwie Pisz w ciągu 15 minut uszkodzonych zostało 12 tys. ha lasów).
- 2004 – uruchomienie ekologicznej ciepłowni (Jest to największa tego rodzaju ciepłownia w Polsce, która wykorzystuje tylko odnawialne źródła energii – biomasę).
- 2009 – 26 czerwca otwarto nowy most nad Pisą w celu zmiany przebiegu obu dróg krajowych przez miasto (nr 58 i 63; obecnie ul. Mecenasa Andrzeja Stefana Mireckiego)[13].
- 2019 – zakończenie remontu linii kolejowej nr 219, z przebudową stacji, wymiana przęsła mostu nad Pisą i budowa przystanku osobowego Pisz Wschodni.
- 2021 – podczas XXXI Sesji Rady Miejskiej w Piszu, podjęto uchwałę w sprawie nadania Ernestowi Banachowi tytułu „Zasłużony dla miasta Pisz”. Przyjęto też uchwałę o podjęciu działań zmierzających do zmiany nazwy części al. Turystów na al. Ernesta Banacha[14].

## Zabytki

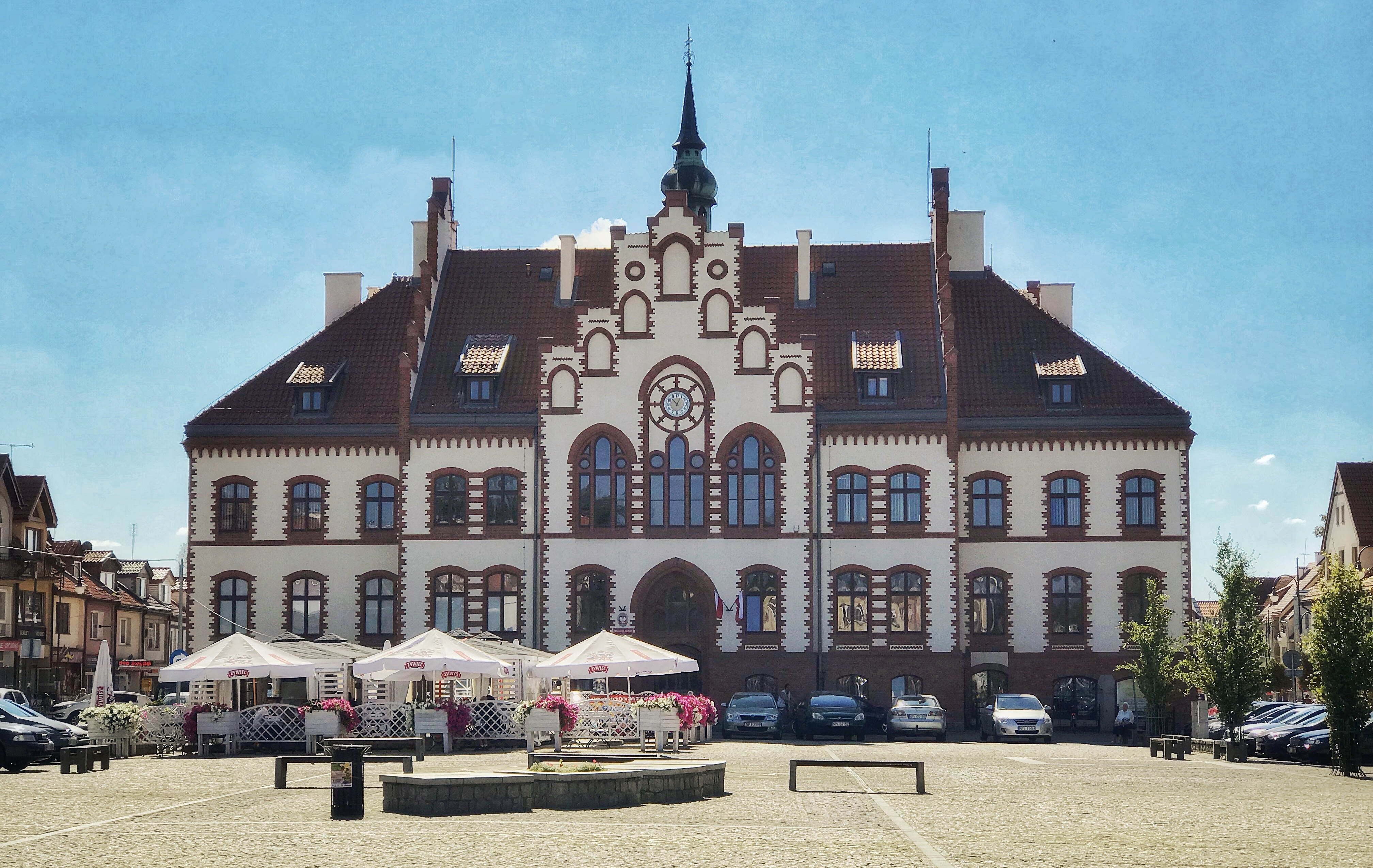
Ratusz, siedziba m.in. Muzeum Ziemi Piskiej

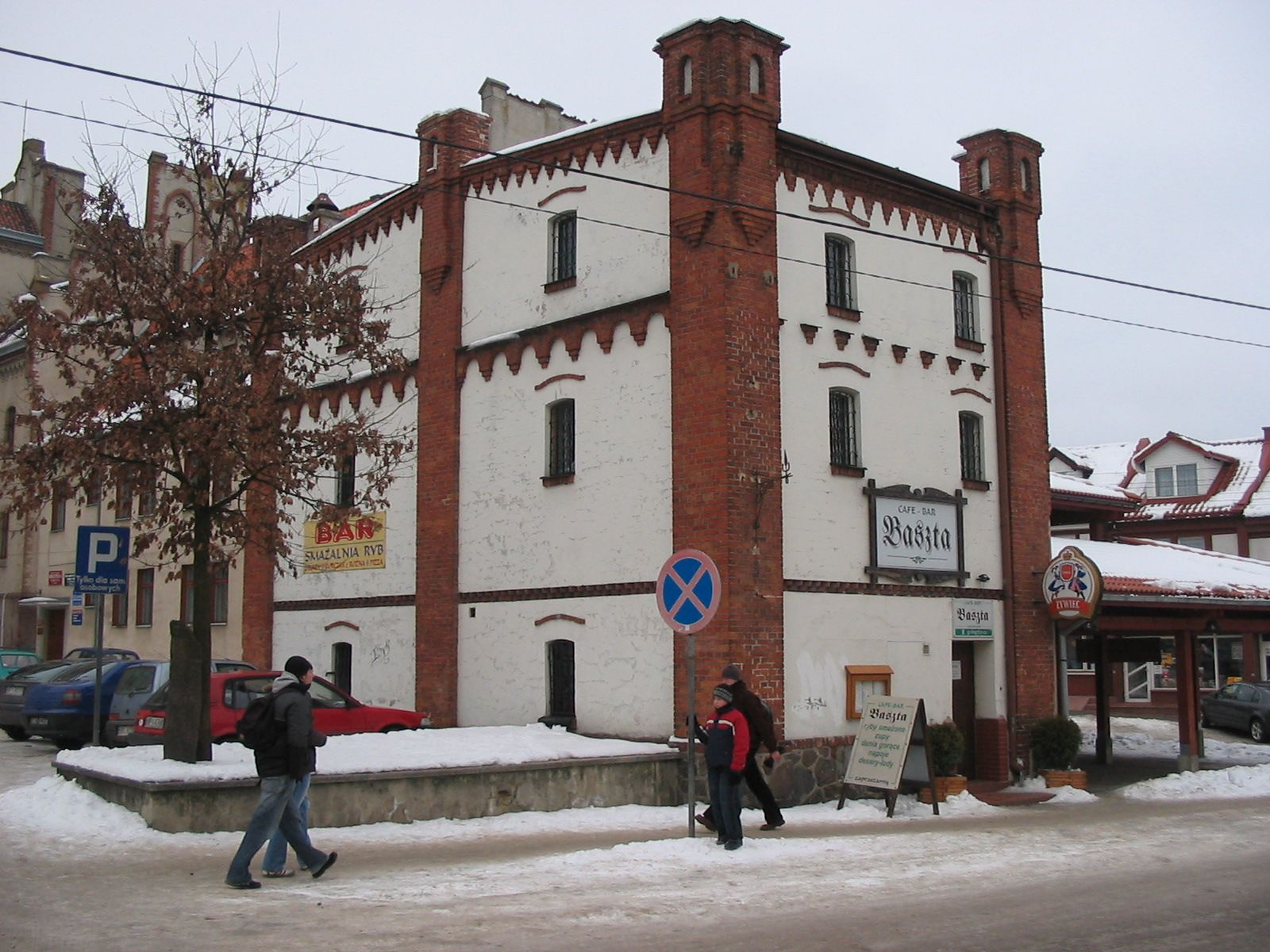
Baszta

- Kościół św. Jana Chrzciciela – zabytkowy kościół (do 1945 świątynia ewangelicka), którego najstarszy element, wieża, pochodzi z 1694. Ściany z ryglówki wzniesione w 1737. Wieża murowana i otynkowana, o trzech kondygnacjach z otworem wejściowym na osi, zamykającym się półkoliście. Dach wieży, namiotowy, przechodzi w latarnię ośmioboczną, na niej zegar, a od 1739 krzyż. Hełm pochodzi z czasów późniejszych. Sam kościół, wzniesiony w ostatnich latach XVII wieku, został przebudowany w 1843. We wnętrzu kościoła zachował się ołtarz główny z okresu późnego renesansu, odnowiony w 1696 oraz barokowa ambona pochodząca z 1701. Z XVII wieku pochodzą: krucyfiks drewniany, polichromowany, polichromowany pelikan oraz chrzcielnica
- Ratusz – neogotycki ratusz z 1900 wzniesiony za pieniądze pochodzące z kontrybucji po wygranej wojnie z Francją w 1871. Mieszczą się w nim między innymi Muzeum Ziemi Piskiej, Starostwo Powiatowe i Urząd Stanu Cywilnego
- Pozostałości zamku – fragmenty muru oraz fundamenty byłego zamku krzyżackiego przy ul. Gizewiusza
- Miejska zabudowa mieszkalna:
  - Trzy domy w stylu barokowym:
    - Dom Królewski – parterowy dom z XVIII w. przy ul. Rybackiej 8, którego nazwa nawiązuje do rzekomego pobytu króla Polski Augusta II Mocnego[15]
    - dwa piętrowe domy przy ul. Lipowej 5 i 22 (stara numeracja) z XIX wieku, murowane, otynkowane, założone na planie prostokąta, dwudzielne.

  - Domy przy ul. Rybackiej oznaczone numerami: 9, 12, 13, 15, 16, 17, 18 i 30 pochodzące z I. połowy XIX wieku, parterowe, murowane, tynkowane, założone na planie prostokąta.
  - Przy placu Daszyńskiego, z bogatej niegdyś secesyjnej zabudowy pozostały dwa zabytkowe budynki (nr 8 i 14).
- Baszta – neogotycki budynek dawnej słodowni nieistniejącego już browaru[16] z końca XIX wieku. Mieści się na zapleczu ratusza
- Nieczynna komunalna wieża ciśnień z 1907
- Kolejowa wieża ciśnień z 1919
- Kamienna Baba – pamiątka pozostawiona przez Prusów, odnaleziona w pobliskich Wejsunach w 1872. Obelisk z różowawego głazu (140 cm wys.), z niewyraźnie zarysowaną twarzą, przedstawia prawdopodobnie staropruskiego boga.
- Budynek przemysłowo-magazynowy z przełomu XIX / XX w.
- Zespół ośmiu niemieckich schronów wojskowych wybudowanych w latach 1939–1944, w tym jedyny w Polsce schron bierny typu Regelbau 502 – główny schron zespołu, odnowiony, zawierający ekspozycję militarno-historyczną. Ponadto na kompleks składają się: odnowiony schron bojowy CKM i działa przeciwpancernego oraz sześć nieodnowionych schronów – bojowych i biernych. Kompleks tworzy trasę historyczną „Piska Pozycja Ryglowa” i jest dostępny do bezpłatnego zwiedzania.

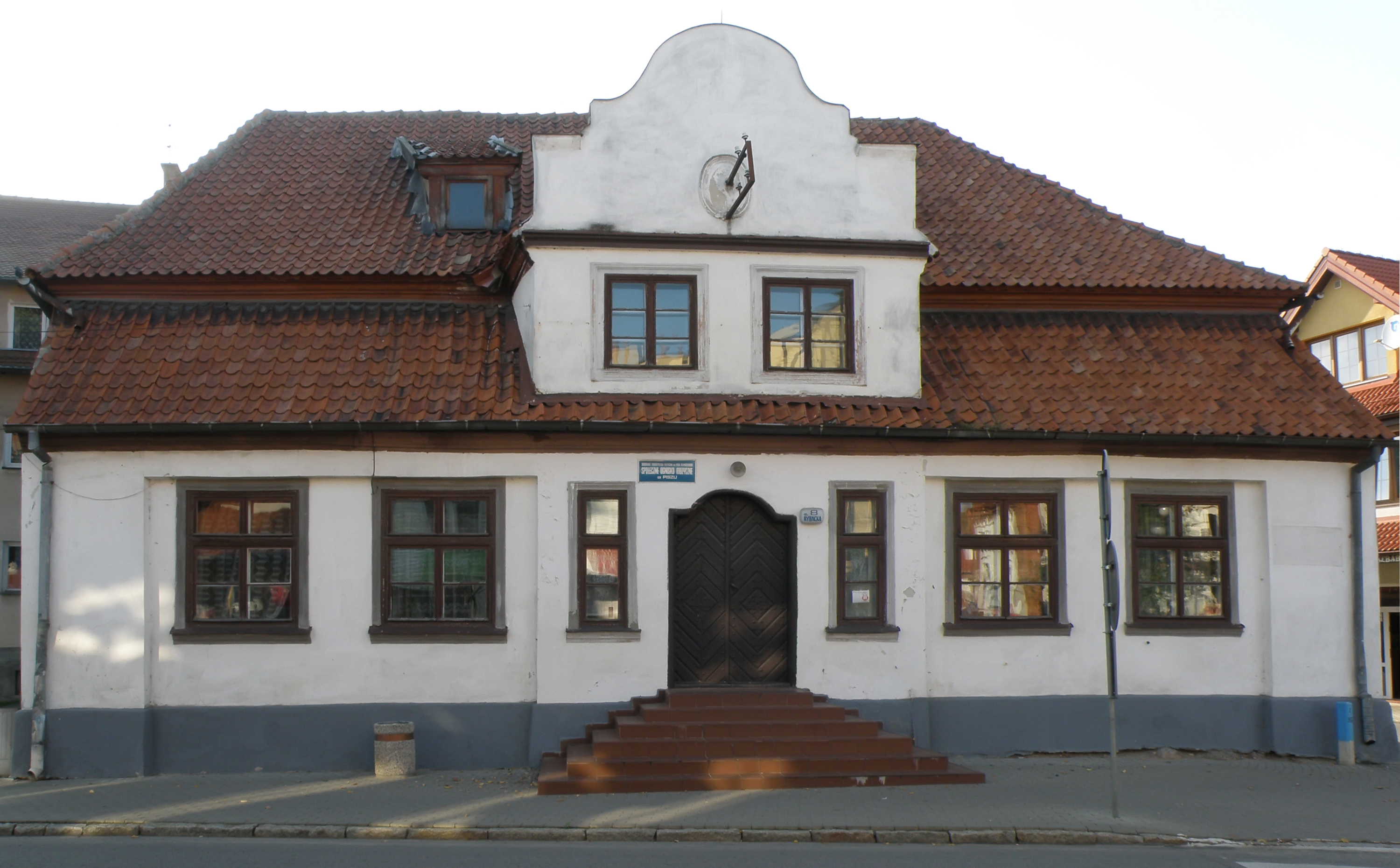
Dom Królewski
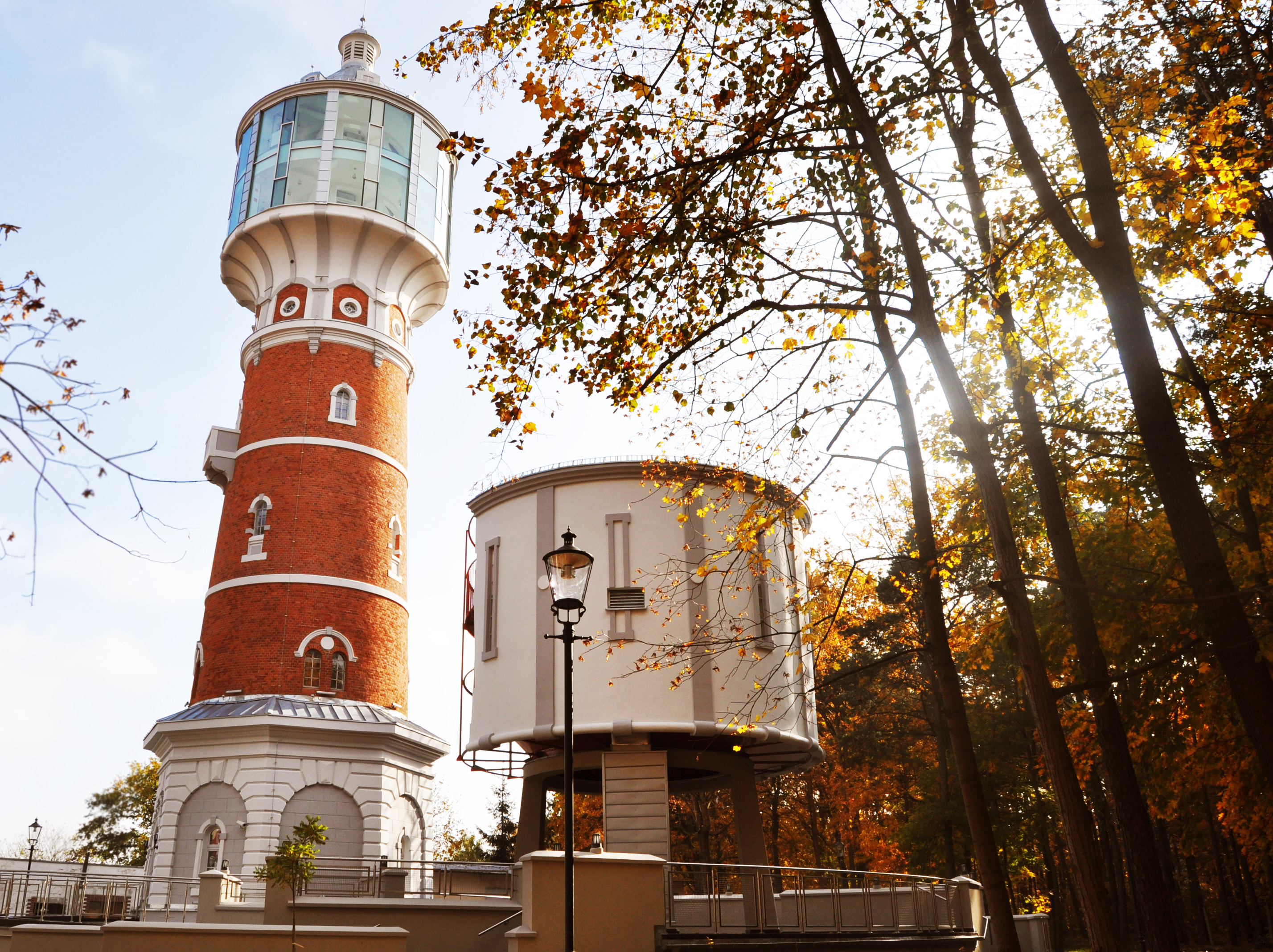
Wieża ciśnień
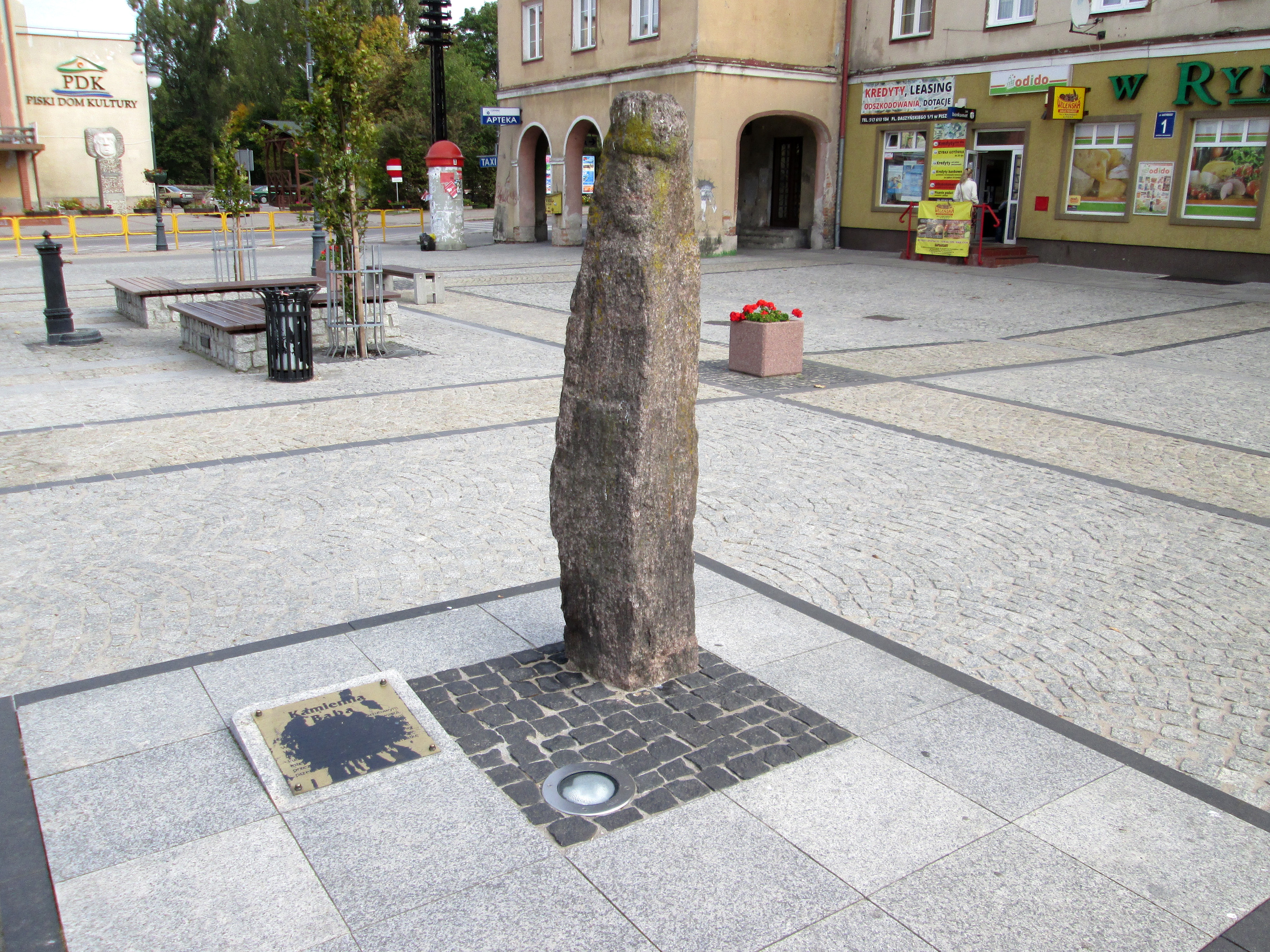
Kamienna Baba na placu Daszyńskiego
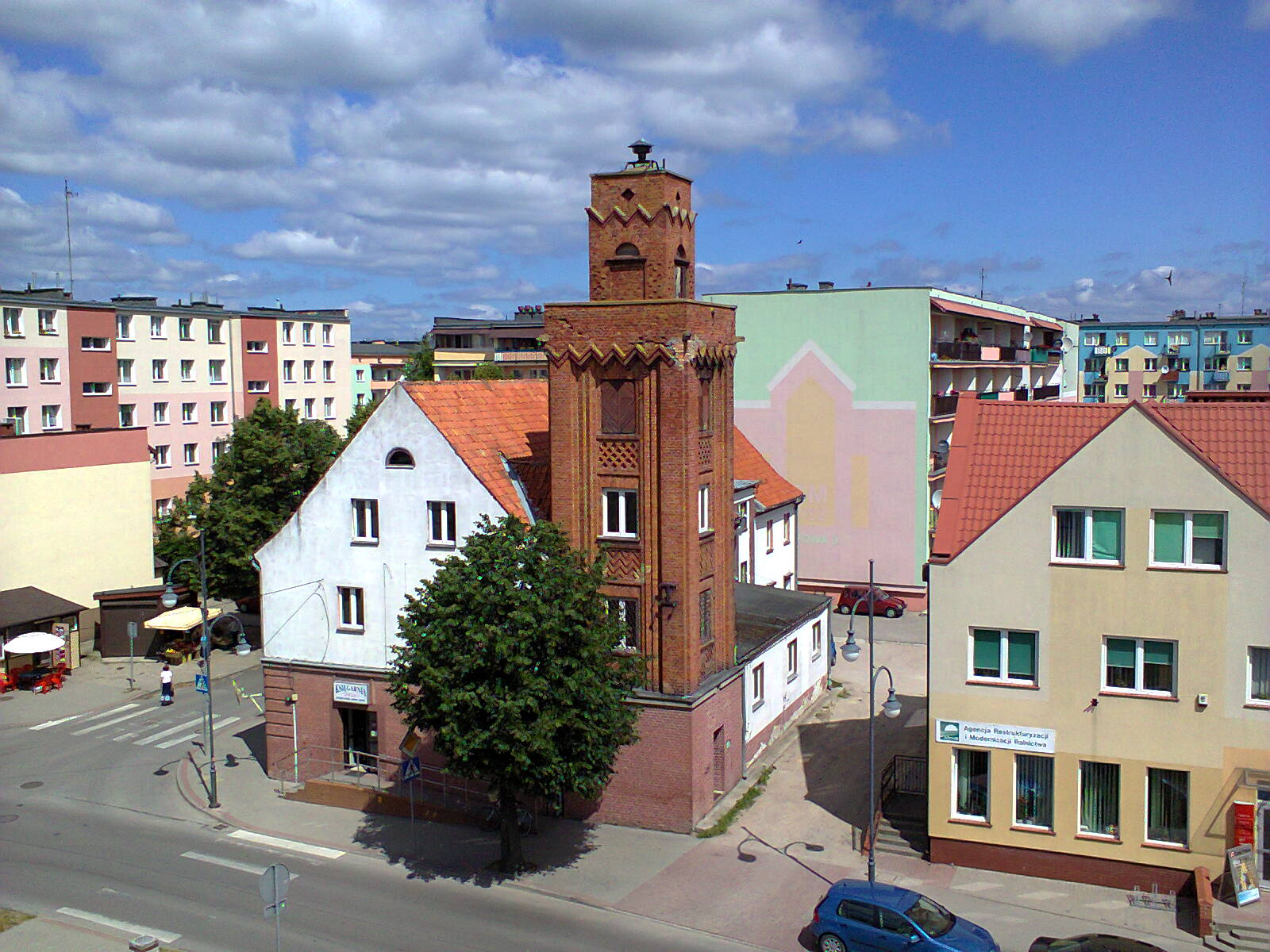
Dawna remiza i wieża strażacka
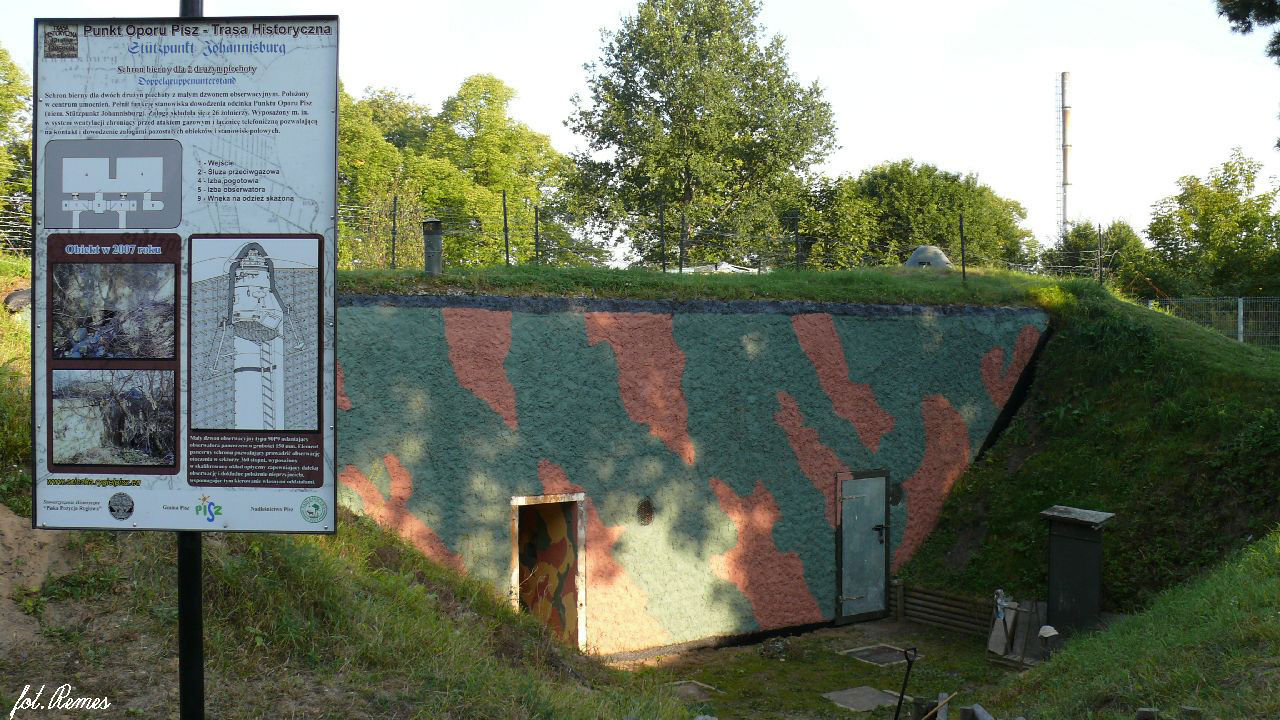
Schron bierny Regelbau 502
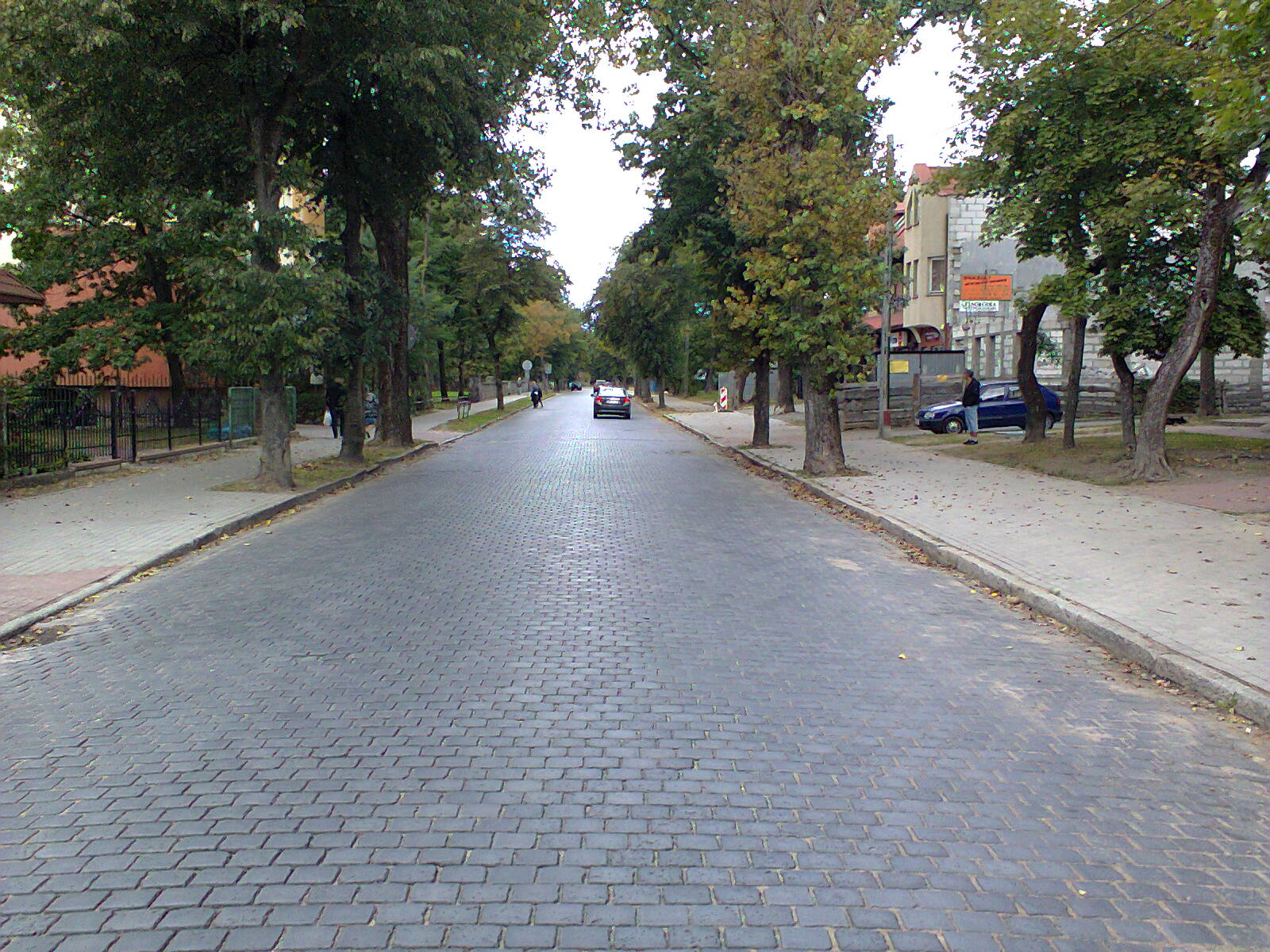
Zabytkowa ul. Dworcowa wyłożona kostką bazaltową

## Wspólnoty wyznaniowe

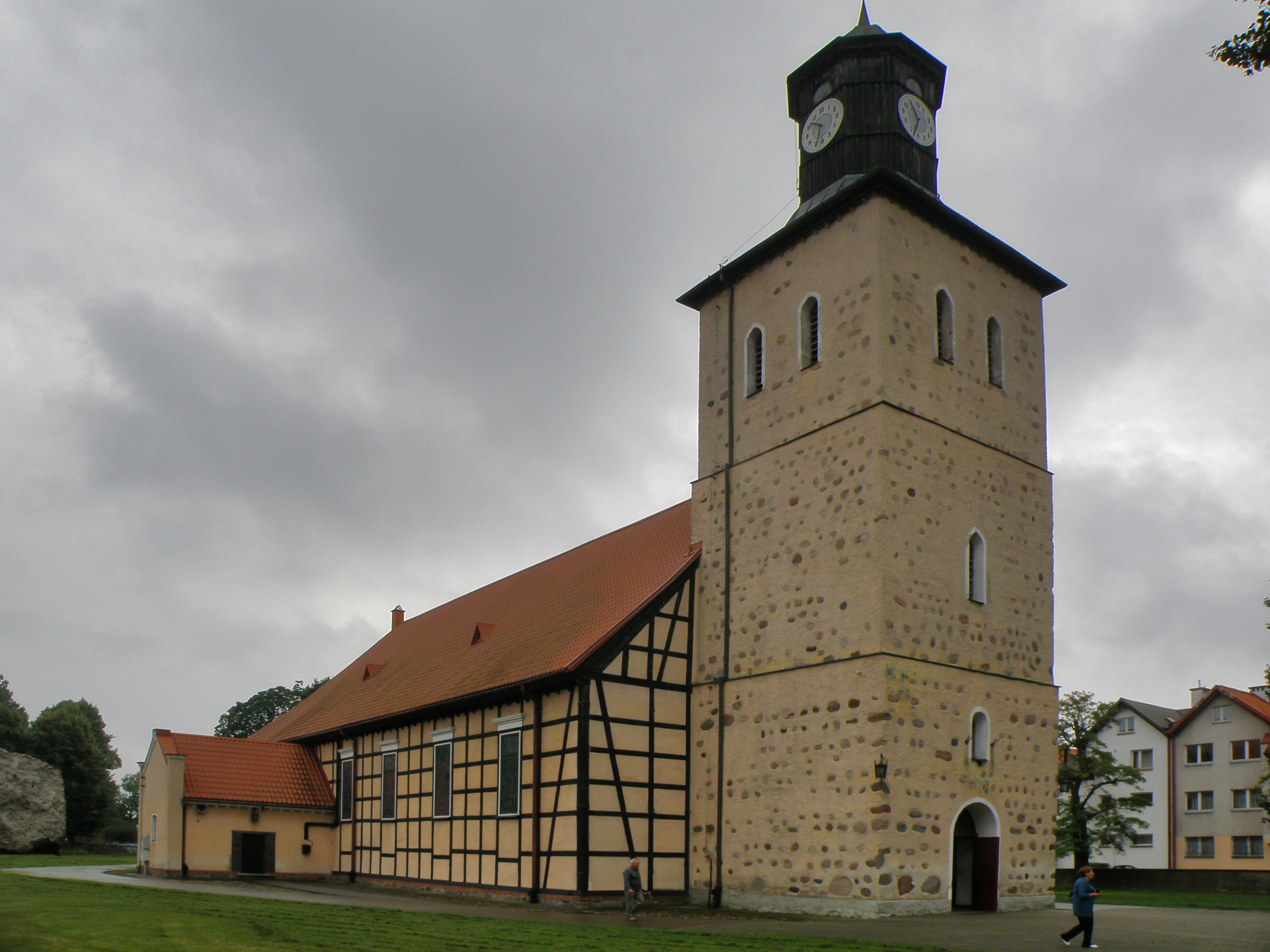
Kościół św. Jana Chrzciciela

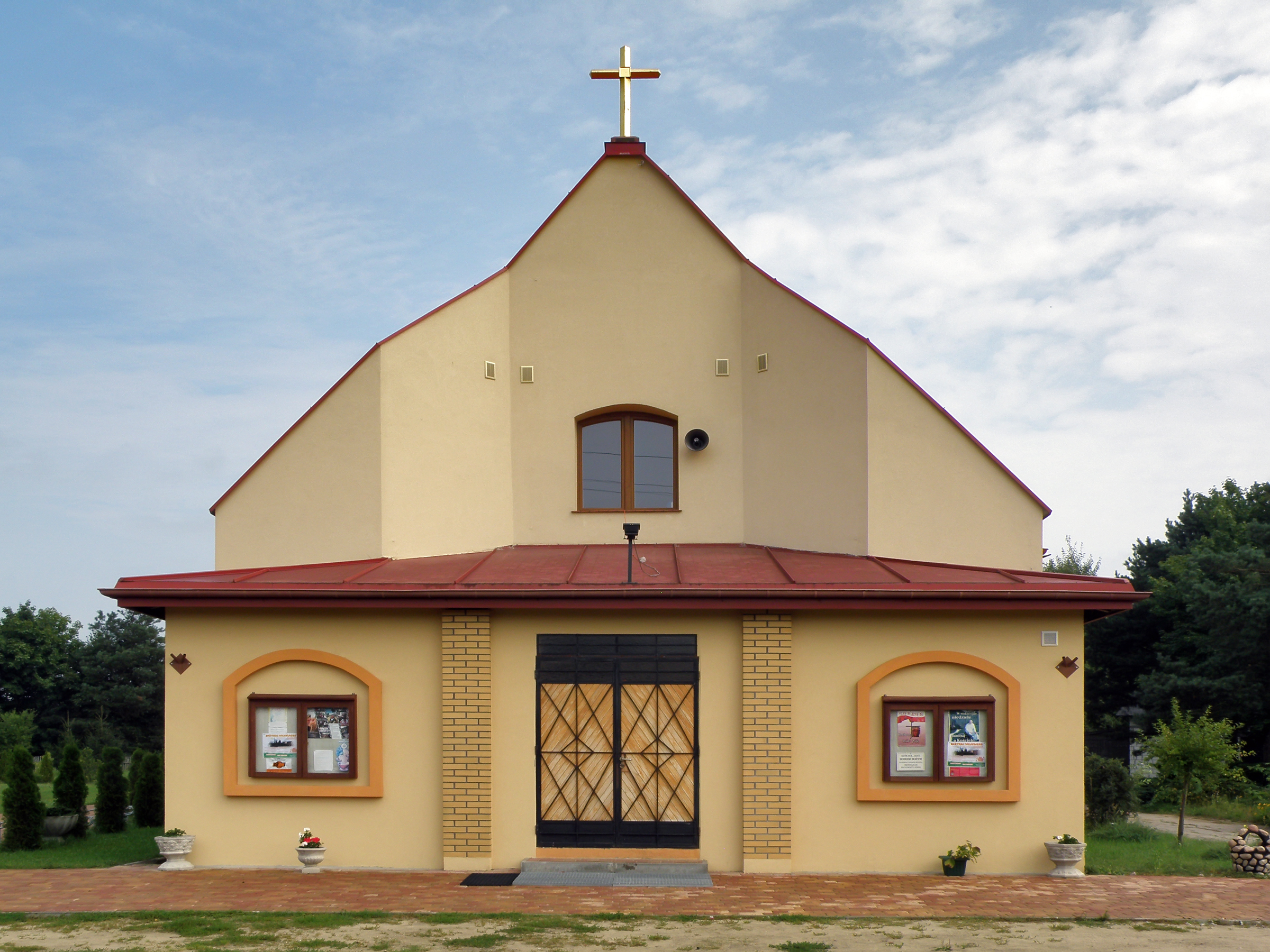
Kościół Najświętszego Serca Pana Jezusa

Na terenie miasta działalność religijną prowadzą następujące Kościoły i związki wyznaniowe:
- Kościół Ewangelicko-Augsburski w RP:
  - parafia w Piszu
- Kościół rzymskokatolicki:
  - parafia św. Jana Chrzciciela
  - parafia Matki Miłosierdzia Ostrobramskiej
  - parafia św. Józefa Oblubieńca
  - parafia Najświętszego Serca Pana Jezusa
- Kościół Zielonoświątkowy:
  - Zbór w Piszu
- Świadkowie Jehowy:
  - zbór Pisz (Sala Królestwa ul. Warszawska 46)[17][18].

## Demografia
Pisz ma 18 245 mieszkańców (GUS 2021).

## Transport
W mieście jest stacja kolejowa, oraz zbudowany w 2019 r. przystanek osobowy Pisz Wschodni w pobliżu Osiedla Wschód.
W mieście działa dworzec autobusowy, z którego można dojechać do Olsztyna, Gdańska, Białegostoku, Ełku i Warszawy.
W Piszu funkcjonuje komunikacja miejska obsługująca miasto i pobliskie miejscowości, m.in. Karwik i Snopki.

## Sport
Klub piłkarski Mazur Pisz.
Klub koszykarski TSK Roś.

## Współpraca
Miasta i gminy partnerskie:
- Estonia, Mustvee
- Rosja, Rejon Nesterov

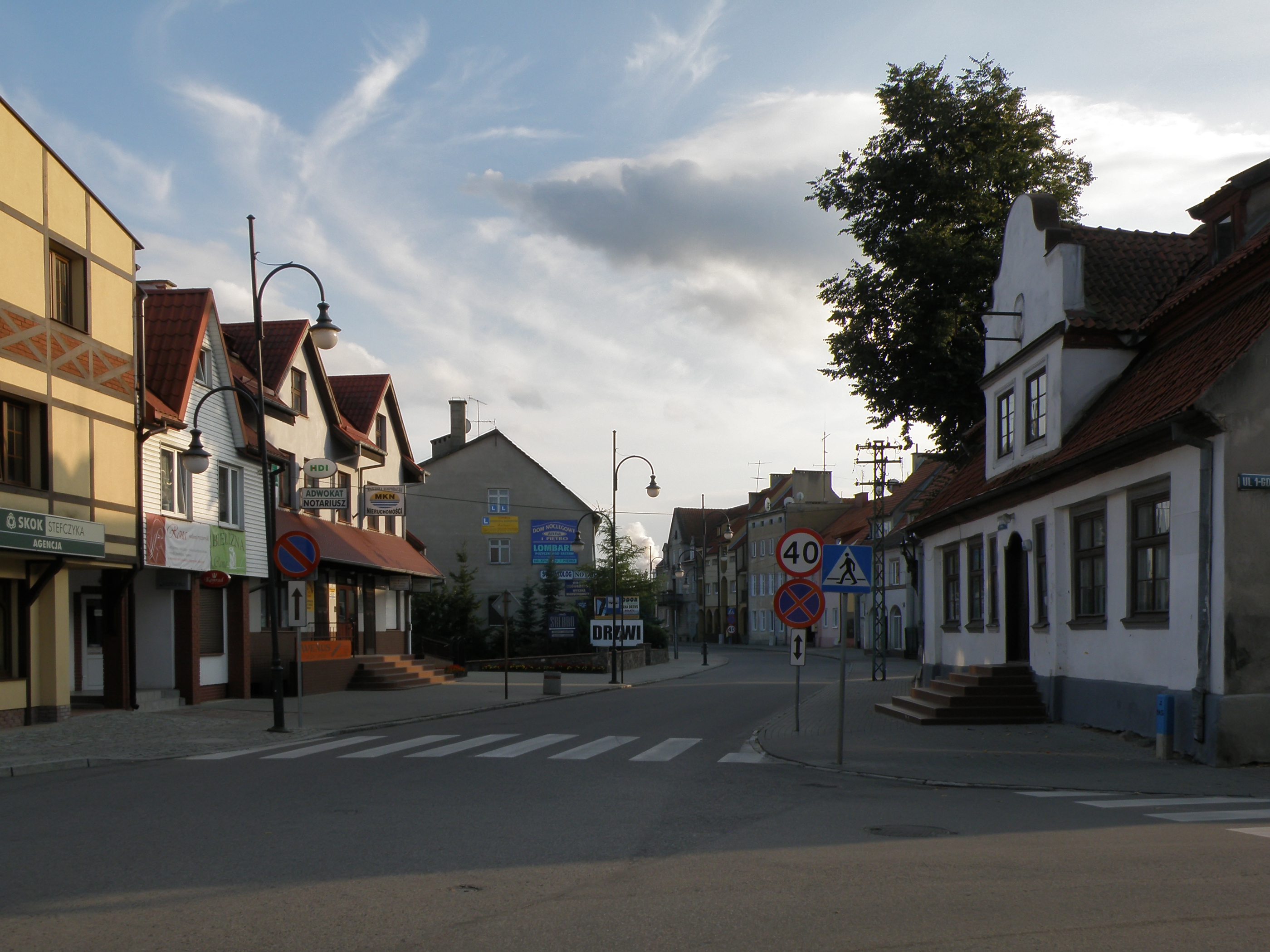
Ulica Rybacka, po prawej tzw. Dom Królewski

- Niemcy, Powiat Schleswig-Flensburg
- Białoruś, Rejon Woronowo
- Ukraina, Irpiń
- Polska, Kędzierzyn-Koźle
- Litwa, Rejon Alytus

## Urodzeni w Piszu
- Jerzy Krzysztof Pisański (XVIII w.), uczony, autor pierwszej historii Prus
- Gustaw Gizewiusz (XIX w.), działacz mazurski, autor głośnej pracy „Polska kwestia językowa w Prusach”, współredaktor dwóch gazet wychodzących w języku polskim na Mazurach
- Marek Szczech – piłkarz, reprezentant Polski, zmarł w 2003
- Zbigniew Włodkowski (ur. 30 kwietnia 1961 w Piszu) – polski polityk (PSL), nauczyciel i samorządowiec, poseł na Sejm V kadencji, od 28 listopada 2007 podsekretarz stanu w Ministerstwie Edukacji Narodowej.
- Jerzy Małecki (ur. 23 kwietnia 1972 w Piszu) – polski polityk (PiS), bankowiec i samorządowiec, poseł na Sejm VIII kadencji, wcześniej radny powiatu piskiego.
- Iga Grzywacka – polska aktorka teatralno-musicalowa i wokalistka, a także I Wicemiss Podlasia 2011 oraz półfinalistka Miss Polski 2011.
- Marianne Strobl-Hold (ur. 15 maja 1933 Marianne Weiss w Johannisburgu, Prusy Wschodnie (obecnie Pisz, Polska), † 11 września 1994 r. W Lugano) była niemiecką aktorką.
- Anna Zalewska-Ciurapińska – polska wokalistka i współkompozytorka w zespole Big Day
- Adam Strug – polski śpiewak i instrumentalista, autor piosenek, poeta, kompozytor muzyki teatralnej i filmowej, producent i kurator muzyczny, scenarzysta filmów dokumentalnych, etnomuzykolog, popularyzator muzyki tradycyjnej.